# Fasnachtsclique

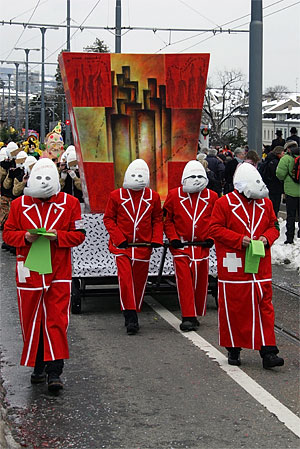
Typischer Vortrab mit Laterne

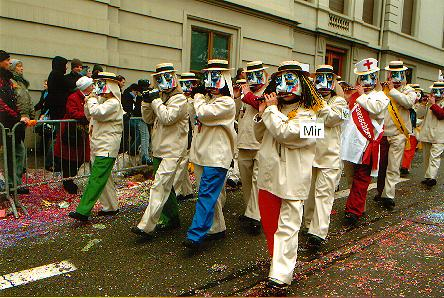
Typische Pfeiferformation an der Basler Fasnacht

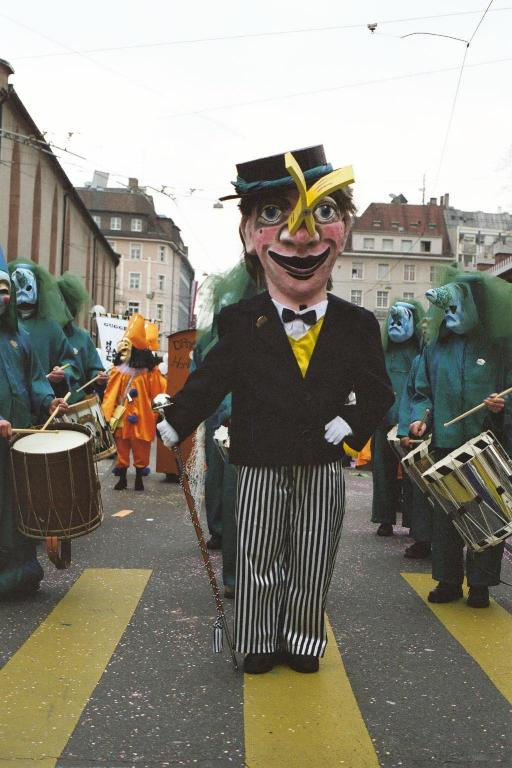
Typischer Tambourmajor an der Basler Fasnacht

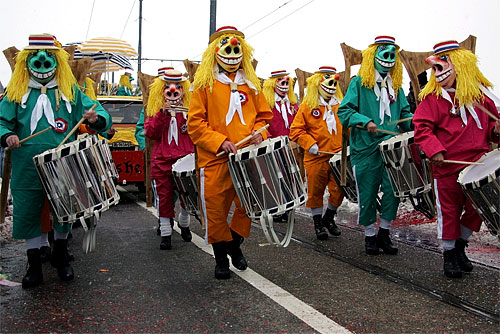
Tambouren

Eine Fasnachtsclique (oft kurz Clique, aber auch Fasnachtsgesellschaft genannt) ist eine Trommel- und Pfeifergruppe, die an der Basler Fasnacht teilnimmt. Fasnachtsclique wird einerseits die musizierende Formation, andererseits aber auch der gesamte Verein genannt.

## Formation
Die Formation der Fasnachtsclique besteht aus (von der Spitze zum Ende) Vortrab, Pfeifern, Tambourmajor und Tambouren (Trommlern), wobei die exakte Reihenfolge teilweise variiert. Die Clique spielt an diesen drei Tagen, verkleidet in fantasievollen Kostümen und Larven (Masken) auf ihren Trommeln und Piccolos traditionelle Fasnachtsmärsche.

### Vortrab
Der Vortrab sorgt einerseits für genügend Platz auf der Marschroute, präsentiert andererseits das Sujet (Thema) der Clique mit einem auf Rädern montierten Requisit, einer kunstvoll bemalten Laterne und verteilt Handzettel, sogenannte Zeedel, auf denen in baseldeutschem Dialekt satirische und oft sarkastische Verse geschrieben sind, welche das Sujet weiter umschreiben.
Immer weniger werden im Vortrab Vorreiter eingesetzt, die hoch zu Pferd stolz vorauseilen. Manchmal trifft man stattdessen Steckenpferde oder Imitationen aus Holz und Pappkarton an, sogenannte Junteressli.

### Spiel
Pfeifer, Tambourmajor und Tambouren bilden das Spiel. Je nach Grösse und Tradition wechselt die Reihenfolge der drei Untergruppen in der Formation. Häufigste Varianten sind P-TM-T und TM-T-P. Ausserdem trifft man sehr oft auch auf reine Tambouren- oder Pfeifergruppen. Das Instrument der Pfeifer (Pfyffer) ist das Piccolo. Die Tambouren (auch Drummler genannt) spielen auf einer Basler Trommel aus Metall oder Holz.

### Repertoire
Das Repertoire ist die Liste der Märsche, die eine Fasnachtsclique beherrscht und umfasst im Schnitt 35 Stücke, welche im Turnus während der drei Fasnachtstage gespielt werden. Es gibt sowohl traditionelle wie auch immer wieder neue Märsche, die im Repertoire der Cliquen auftauchen. Die bekanntesten Märsche heissen Morgestraich, Arabi und Alti Schweizermärsche.

## Verein
Grosse Fasnachtscliquen (Stammcliquen) bestehen immer aus mehreren Formationen, welche an der Fasnacht laufen. Die Gruppen sind meist nach Alter und manchmal auch nach Geschlecht getrennt. Einige Cliquen verbieten gar die Mitgliedschaft eines Geschlechts in ihren Statuten. Gebräuchliche Gruppen sind Binggis (Kinder ab ca. 8 Jahren), Junge Garde (Jugendliche 12–18 Jahre), Stammverein (ab 18 Jahren) und Alte Garde (für Mitglieder, welche nicht mehr die zügige Gangart des Stammvereins laufen wollen). Viele Vereine bilden ihren Nachwuchs in Trommel- und Pfeiferschulen selbst aus. Einige Cliquen bieten auch Erwachsenenkurse an.
Am Cortège laufen die einzelnen Abteilungen der Stammcliquen meistens alleine, zusammen mit der ganzen Clique wird am Morgestraich und am Montag- und Mittwochabend (jeweils für einen oder zwei Rundgänge) eingestanden.
Neben den Stammcliquen gibt es auch eine grössere Anzahl an kleineren Gruppierungen, die Pfeifer & Tambouren-Gruppen, die am Cortège laufen.

## Bekannte Cliquen
Die älteste noch existierende Fasnachtsgesellschaft ist die VKB, die Vereinigten Kleinbasler von 1884 mit Sitz im Kleinbasel. Die zweitälteste Clique ist die Breo-Clique 1896 aus dem Grossbasel. An der Basler Fasnacht 2016 waren gemäss offiziellem Fasnachtsführer Rädäbäng 2016 total 36 Stammcliquen, 40 Alte Garden, 60 Junge Garden & Binggis, 65 Pfeifer- und Tambouren-Gruppen, 120 Wagen, 59 Guggenmusiken, 19 Chaisen, 53 Grüppli und 10 Einzelmasken angemeldet. Die Muggedätscher entstanden als Abspaltung in den 1950er Jahren. An der Basler Fasnacht beteiligen sich auch Cliquen aus den umliegenden Gemeinden, wie die 1930 gegründete Chropf-Cllique aus Riehen.